# Lamborghini Marzal
Lamborghini Marzal, je konceptualni automobil koji je tvrtka Lamborghini predstavila 1967.g. na Ženevskom autosalonu.
Autmobil je dizajnirao Marcello Gandini iz tvrtke Bertone, kao model koji bi nadopunio liniju Lamborgninija s četiri vrata, uz tadašnje modele 400GT 2+2 i Miura.
Automobil je pokretao 2-litreni motor snage 175 KS, uz pomoć peterostupanjskog prijenosa.
Iako Marzal nikada nije ušao u proizvodnju mnoge ideje su korištene na kasnijem modelu Espada.

## Vanjske poveznice
- www.lambocars.com  Arhivirana inačica izvorne stranice od 25. studenoga 2010. (Wayback Machine) (engl.)
- Specifications in lambocars.com  Arhivirana inačica izvorne stranice od 31. siječnja 2010. (Wayback Machine) (engl.)